# Peter Bartoš (1973)
Peter Bartoš (* 5. září 1973, Martin) je slovenský hokejový útočník.

## Hráčská kariéra
Je odchovancem martinských hokeje, v místním klubu začínal v 1. SNHL, později zde odehrál pět extraligových sezón. Před ročníkem 1998/99 uzavřel smlouvu s českým mužstvem HC České Budějovice, odehrál tu dva roky. Po úspěšných MS 2000 v Petrohradě ho jako 27letého draftovala Minnesota Wild v 7. kole ze 214. místa a před další sezónou s ním podepsala smlouvu (podobně i s Ľubomírom Sekerášom). V NHL odehrál 13 zápasů a zaznamenal 6 bodů, většinu svého ročního zámořského působení strávil ve farmářském týmu. Po jeho skončení se vrátil do Českých Budějovic. Zde hrával další tři roky, po sezóně 2003/04 však klub vypadl z nejvyšší soutěže. V dalším roce odehrál 12 zápasů v 1. české lize (druhá nejvyšší soutěž), následně ho angažoval HKm Zvolen. Od ročníku 2005/06 odehrál sedm sezón v HC Košice, v dresu kterého oslavoval tři mistrovské tituly, dvakrát získal stříbro a jednou bronz. Před sezónou 2012/13 podepsal smlouvu s polským klubem KH Sanok.

## Osobní život
Oženil se v roce 1997 během působení v Martině. První manželka Mirka Bartošová zemřela v době, kdy působil v Českých Budějovicích. V roce 2000 se oženil podruhé a získal i české občanství (slovenském si ponechal). S první manželkou má jednu dceru – Viktorii, vyženil druhou dceru Veroniku. S druhou manželkou Veronikou Bartošovou má tři syny – dvojčata Antonína a Jana, a Adama. V rozhovoru pro Protokol Sport v březnu 2009 uvedl, že od konce sezóny 2000/01 není vegetarián, ačkoliv ho tak někde uvádějí.

## Ocenění a úspěchy
- 2013 PHL - Nejlepší hráč v pobytu na ledě (+/-)

## Prvenství
- Debut v NHL - 10. listopadu 2000 (Chicago Blackhawks proti Minnesota Wild)
- První asistence v NHL 15. listopadu 2000 (Minnesota Wild proti New York Rangers)
- První gól v NHL 17. listopadu 2000 (Buffalo Sabres proti Minnesota Wild)

## Klubové statistiky
| Sezona  | Klub                  | Soutěž    | Základní část | Základní část | Základní část | Základní část | Základní část | Základní část | Play off | Play off | Play off | Play off | Play off | Play off |
| Sezona  | Klub                  | Soutěž    | Z             | G             | A             | B             | TM            | + / -         | Z        | G        | A        | B        | TM       | + / -    |
| ------- | --------------------- | --------- | ------------- | ------------- | ------------- | ------------- | ------------- | ------------- | -------- | -------- | -------- | -------- | -------- | -------- |
| 1991/92 | Martimex Martin       | 1. SNHL   | 33            | 13            | 8             | 21            | 16            |               |          |          |          |          |          |          |
| 1992/93 | Martimex Martin       | 1. SNHL   | 22            | 6             | 5             | 11            | 4             |               |          |          |          |          |          |          |
| 1992/93 | Dukla Trenčín         | CSHL      | 38            | 2             | 3             | 5             |               |               |          |          |          |          |          |          |
| 1993/94 | Martimex Martin       | Extraliga | 42            | 14            | 10            | 24            |               |               |          |          |          |          |          |          |
| 1994/95 | Martimex Martin       | Extraliga | 34            | 15            | 20            | 35            | 20            |               | 3        | 0        | 0        | 0        | 0        |          |
| 1995/96 | Martimex Martin       | Extraliga | 36            | 23            | 19            | 42            | 8             | +9            | 13       | 4        | 1        | 5        | 4        |          |
| 1996/97 | Martimex Martin       | Extraliga | 46            | 22            | 15            | 37            | 24            | -22           | 5        | 1        | 5        | 6        | 0        |          |
| 1997/98 | Martimex Martin       | Extraliga | 36            | 20            | 26            | 46            | 20            | +8            | 3        | 0        | 2        | 2        | 0        |          |
| 1998/99 | HC České Budějovice   | Extraliga | 52            | 22            | 26            | 48            | 24            |               | 3        | 3        | 0        | 3        | 0        |          |
| 1999/00 | HC České Budějovice   | Extraliga | 52            | 23            | 25            | 48            | 26            | +8            | 3        | 0        | 1        | 1        | 6        | 0        |
| 2000/01 | Minnesota Wild        | NHL       | 13            | 4             | 2             | 6             | 6             | +2            |          |          |          |          |          |          |
| 2000/01 | Cleveland Lumberjacks | IHL       | 60            | 18            | 28            | 46            | 18            |               | 4        | 0        | 1        | 1        | 2        |          |
| 2001/02 | HC České Budějovice   | Extraliga | 43            | 18            | 10            | 28            | 22            | +1            |          |          |          |          |          |          |
| 2002/03 | HC České Budějovice   | Extraliga | 52            | 11            | 11            | 22            | 30            | +11           | 4        | 0        | 0        | 0        | 0        | -3       |
| 2003/04 | HC České Budějovice   | Extraliga | 45            | 15            | 5             | 20            | 36            | 0             | 4        | 0        | 1        | 1        | 2        | 0        |
| 2004/05 | HC České Budějovice   | 1. liga   | 12            | 2             | 6             | 8             | 2             | +6            |          |          |          |          |          |          |
| 2004/05 | HKm Zvolen            | Extraliga | 41            | 11            | 14            | 25            | 12            | +11           | 17       | 3        | 5        | 8        | 26       | +8       |
| 2005/06 | HC Košice             | Extraliga | 54            | 15            | 20            | 35            | 38            | +26           | 6        | 5        | 1        | 6        | 4        | +5       |
| 2006/07 | HC Košice             | Extraliga | 54            | 14            | 23            | 37            | 38            | +18           | 11       | 2        | 2        | 4        | 6        | +3       |
| 2007/08 | HC Košice             | Extraliga | 56            | 18            | 34            | 52            | 44            | +33           | 19       | 2        | 5        | 7        | 22       | 0        |
| 2008/09 | HC Košice             | Extraliga | 56            | 26            | 24            | 50            | 54            | -             |          |          |          |          |          |          |
| 2009/10 | HC Košice             | Extraliga | 47            | 20            | 15            | 35            | 42            | -             | 16       | 9        | 3        | 12       | 16       | -        |
| 2010/11 | HC Košice             | Extraliga | 57            | 23            | 30            | 53            | 32            | -             | 14       | 2        | 3        | 5        | 6        | -        |

## Reprezentace
V slovenské reprezentaci spolu odehrál 92 zápasů, zaznamenal 23 branek.
| Turnaj             | Místo konání                                   | Z  | G | A | B | Umístění         | Soupisky         |
| ------------------ | ---------------------------------------------- | -- | - | - | - | ---------------- | ---------------- |
| MS 1996            | Rakousko (Vídeň)                               | 1  | 0 | 0 | 0 | 10. místo        | Soupiska MS 1996 |
| SP 1996            | Severní Amerika, Evropa                        | 1  | 0 | 0 | 0 | 7. místo         | Soupiska         |
| MS 1998            | Švýcarsko (Curych, Basilej)                    | 0  | 0 | 0 | 0 | 7. místo         | Soupiska MS 1998 |
| MS 1999            | Norsko (Hamar, Lillehammer, Oslo)              | 6  | 0 | 1 | 1 | 7. místo         | Soupiska MS 1999 |
| MS 2000            | Rusko(Petrohrad)                               | 9  | 3 | 1 | 4 | Stříbrná medaile | Soupiska MS 2000 |
| MS 2001            | Německo (Norimberk, Kolín nad Rýnem, Hannover) | 5  | 0 | 1 | 1 | 7. místo         | Soupiska MS 2001 |
| Celkem na MS (5x)  |                                                | 21 | 3 | 3 | 6 |                  |                  |
| Celkem na ZOH (0x) |                                                | 0  | 0 | 0 | 0 |                  |                  |